# Димапур
Димапур (англ. Dimapur, хинди दीमापुर) — крупнейший город в индийском штате Нагаленд, административный центр одноимённого округа.
Население — 123 777 человек (2011), из них около 50 % — представители нага, остальные — бенгальцы, ассамцы, непальцы, бихарцы, тамилы и другие народности. Мужчины составляют 52,53 % жителей города. 87,48 % населения грамотны.
Дата основания города точно не выяснена, однако, в городе сохранились развалины XIV века. В настоящее время Димапур — важнейший экономический центр штата, в городе расположено множество военных объектов. Иностранцы перед посещением города должны получить пермит — дополнительное разрешение.
Вблизи города расположен одноимённый аэропорт, связывающий воздушным сообщением Нагаленд с крупными индийскими городами. Через Димапур также проходит Национальная трасса 39.